# Пятнистый древолаз
Пятнистый древолаз, или древолаз-красильщик, или лягушка-красильщик, или пятнистая древесница (лат. Dendrobates tinctorius) — вид бесхвостых земноводных из семейства древолазов, ведущих исключительно дневной образ жизни. Имеет множество различных цветовых вариаций. Ядовит для человека.

## Места обитания
Населяют территории Бразилии, Французской Гвианы, Суринама и Гайаны. В основном занимают нижние ярусы дождевых тропических лесов.

## Описание вида
Форма тела обычная. Размер взрослой особи около 5—6 см, но изредка встречаются представители некоторых вариационных форм, размер которых достигает 8 см. Перепонок между пальцами лапок нет. Кончики пальцев передних лапок снабжены небольшими присосками. Расцветка пёстрая и разнообразная. В основном самки крупнее самцов.

### Подвиды и вариации
Около 30 морфологических разновидностей Dendrobates tinctorius, получивших дополнительное экзотическое и торговое наименование «Патриция» (Patricia), «Азариус» или голубой древолаз (Azureus), «Французская Гвиана» (French Guyana), «Голубая пудра» (Powder Blue), «Суринамский кобальт» (Suriname Cobalt), «Регина» (Regina), «Цитронелла» (Citronella), «Кайенский перчик» (Cayenne) и др., были обнаружены в Бразилии, Французской Гвиане и Суринаме, где они в основном и обитают.
- Dendrobates tinctorius Azureus — пятнистый или голубой древолаз «Азуреус», размером до 5 см, окрашен в вариации синего цвета с множественными чёрными точками и небольшими пятнами, разбросанными по всему телу животного.
- Dendrobates tinctorius Citronella — пятнистый древолаз «Цитронелла», размером около 7 см, имеет спину и бока ярко-жёлтого цвета, конечности животного окрашены в насыщенно-синий или чёрный цвет — который может меняться в зависимости от цвета грунта, возраста, влажности воздуха и/или настроения лягушки; обитает на юге Суринама с небольшим ареалом в около 30-ти км по берегам нескольких ручьев; предпочитает наземный или грунтовый образ жизни, обитая в береговых расщелинах и под корнями деревьев; живут парами.
- Dendrobates tinctorius Cobalt — пятнистый древолаз «Кобальтовый древолаз», или — «Суринамский кобальт», имеет жёлтую окантовку верха головы, которая продолжается по всей спине животного, и кобальтово-синие по цвету лапки, бока лягушки бирюзового оттенка или нежно голубые.
- Dendrobates tinctorius Giant Orange (Giant black&yellow) — пятнистый древолаз «Оранжевый гигант», или — «Чёрно-жёлтый гигант», достигает размеров до 7 см и даже чуть больше; имеет небольшой ареал в Суринаме, ограниченный одним холмом территории переменной высоты в 150—300 метров; характерен рисунок жёлтых полос по бокам тела животного от такого же цвета головы, которые сходятся у задних лап, образуя чёрный овал на спине; лапки покрыты узором из желтых пятен, а на бедрах — тонкие голубые ветвистые разводы; имеют существенные отличия[какие?] от остальных представителей вида, поселяются группами из одного самца и двух-трёх самок на стволах определённых видов деревьев, имеющих множество выступов, дупел и трещин в коре, располагаясь на высоте от полутора до пятнадцати метров над землёй.
- Dendrobates tinctorius Lawa — пятнистый древолаз «Лава», достигающий размеров в 4.5 см, обитает в окрестностях индейской деревеньки Лава в Суринаме в районе реки с таким же наименованием; имеет окрас зеленого с чёрными пятнами цвета по всей спине и бокам животного, лапки — темно-синие.
- Dendrobates tinctorius New river (Blue) — пятнистый древолаз «Новая река», или «Иссиня-голубой», окрашен в ярко-синий цвет и сильно похож на «Azureus», однако пятна в окрасе этой лягушки более крупные и их немного.
- Dendrobates tinctorius Patricia — пятнистый древолаз «Патриция» схож с древолазом «Суринамский кобальт», но цвет его лапок имеет бирюзовую или серовато-голубоватую окраску, бока лягушки слегка бирюзового или нежно голубого оттенка на жёлтом пятнистом фоне.
- Dendrobates tinctorius Powder blue — пятнистый древолаз «Голубая пудра» обитает в Суринаме и достигает размера до 5.5 см; имеется три цветовые вариации животного — с окраской лапок в голубой, серый и чёрно-белый цвета.
- Dendrobates tinctorius Sipaliwini — пятнистый древолаз Сипаливини имеет широкий ареал в лесах Суринама и достигает размера в 5 см; лягушки заселяют дупла, трещины и расщелины старых поваленных стволов деревьев и/или пней, не забираясь выше полутора метров и предпочитая разреженность листвы крон деревьев и кустарников с доступностью хорошего освещения и обилием солнечных лучей.
- Dendrobates tinctorius Yellow back (White legs) — пятнистый древолаз «Желтобокий», или «Белоногий», размером до 5.5 см; обитает на высоте в 400—500 метров над уровнем моря на территории Суринама; отличительной чертой этого древолаза является окрас — от жёлтого цвета головы, до светлеющего и переходящего в белый по всей спине; бока лягушки чёрного цвета, а ноги — чёрные, с чисто белыми пятнами.

## Ядовитость лягушек

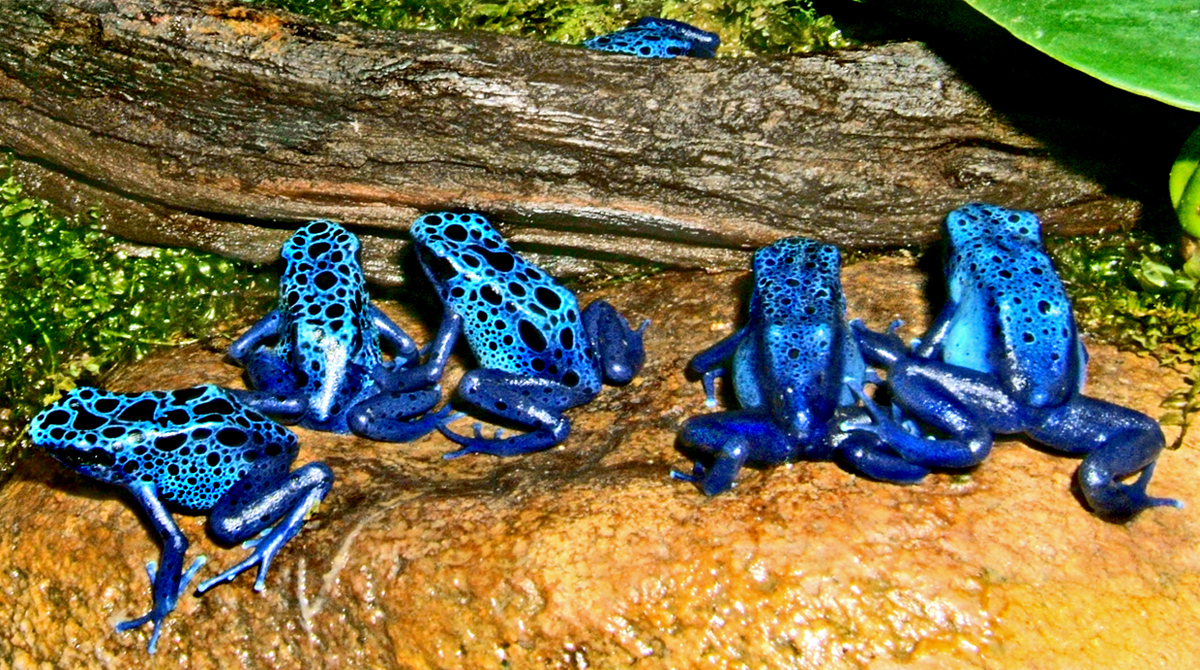
в домашнем террариуме

Токсичность диких представителей рода и семейства очень высока. Кожные выделения содержат алкалоиды-батрахотоксины, которые при попадании через кровь в организм человека и животного вызывают аритмию, фибрилляцию и остановку сердца, что использовалось индейцами для изготовления ядовитых стрел дротиков и луков. Предполагают, что яд накапливается при употреблении в пищу клещей и муравьёв. При содержании в лабораторных и домашних условиях террариумов токсичность лягушек снижается и со временем исчезает. Молодое поколение, выведенное и выращенное в неволе, не обладает повышенной токсичностью.
При попадании кожных выделений на поверхность тела и/или при соприкосновении с кожным покровом человека, может наблюдаться лёгкое жжение и незначительные головные боли.

## Особенности поведения
Лягушки ведут дневной наземный образ жизни вблизи ручьёв и небольших водоёмов, и очень редко взбираются выше поваленного дерева или небольшого пня. Лишь выделяющийся из группы древолазов «Оранжевый» или «Чёрно-жёлтый гигант» (Dendrobates tinctorius Giant Orange) располагаются на стволах в кроне деревьев — на высоте от полутора до пятнадцати метров.
Передвигаются лягушки короткими перебежками с частыми рывками и «поклонами»; скачут редко и на очень коротких расстояниях. Ползая по вертикали, прижимаются к поверхности брюхом и внутренней частью задних лапок, удерживаясь тем самым на весу.

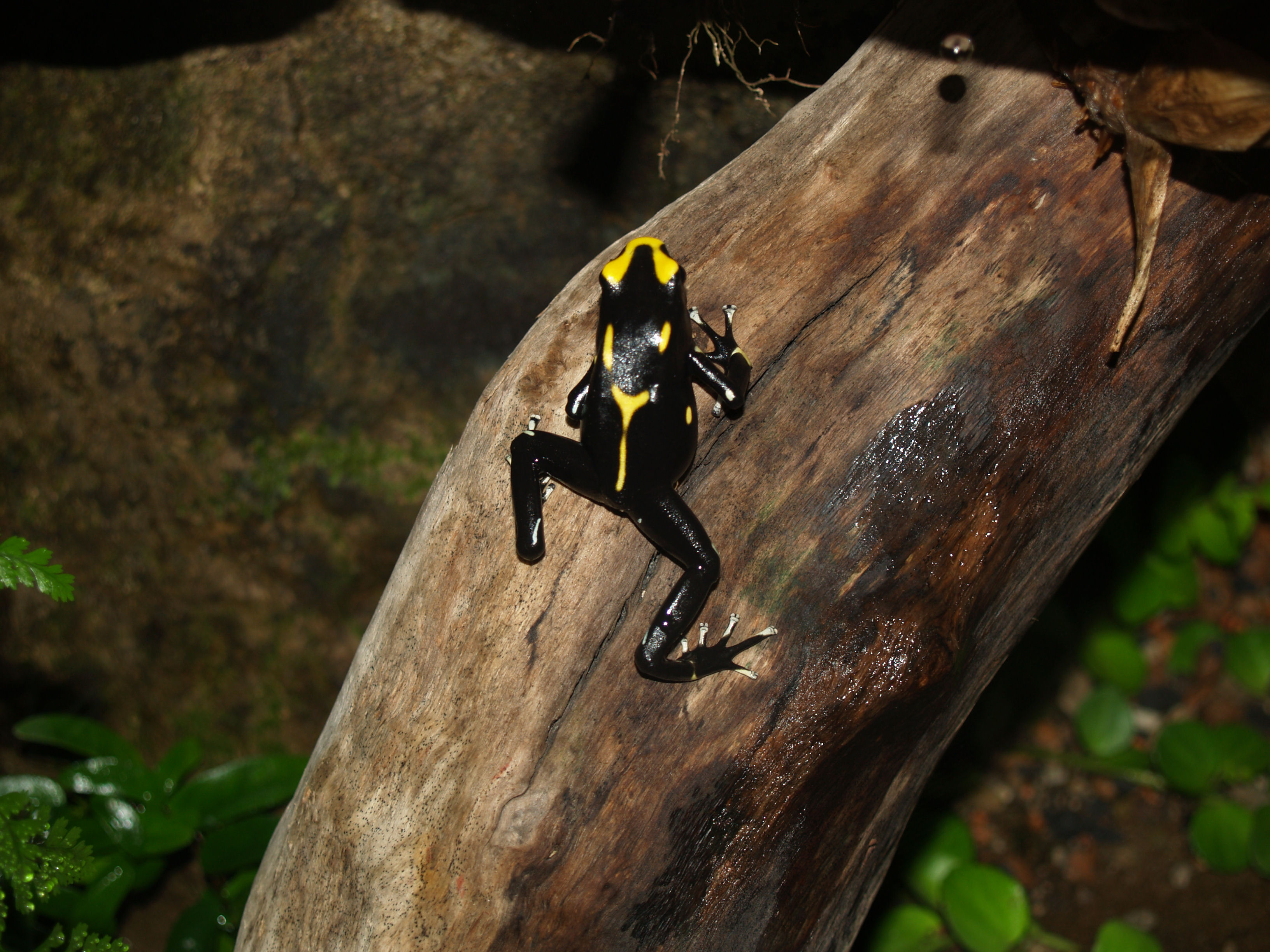
Самец в зоопарке Цюриха

### Питание
Питаются мелкими насекомыми, клещами, муравьями и червями — едят всё, что движется и помещается в рот.
Головастики питаются различными водорослями, мягкой растительностью, водными и попавшими в воду животными; склонны к каннибализму.

### Размножение
Как и все древолазы и листолазы, размножаются на суше и затем переносят головастиков на собственной спине в ближайший водоём или в листья бромелии, наполненных дождевой водой. Икру откладывают во влажных местах прямо на землю или лист растения и заботятся о ней до вылупления головастиков.
Икрометание сезонное; как правило, в количестве от 15 до 30 икринок. Один из родителей (обычно — самец) постоянно находится около кладки, периодически смачивая её водой и перемешивая задними лапками. Самки могут поедать кладку. Вылупившиеся головастики прикрепляются на спину родителя и путешествуют вместе с ним до подходящего водоема. В таком положении они могут оставаться до семи дней, питаясь остатками желтка. Развитие головастиков длится 14-18 дней, после чего молодые лягушата переходят к наземному образу жизни.

## Природные популяции и охранные меры
В связи с нарастающим коммерческим спросом при содержании этих ярких и привлекательных животных в качестве домашних, а также в связи с естественной ограниченностью распространения отдельных морфологических форм в естественной среде обитания, природные популяции лягушек могут сокращаться и даже исчезать, нарушая тем самым экологический природный баланс. Строгие правительственные меры по запрету и регулированию отлова, а так же вывозу животных за пределы стран, могут помочь в сохранении вида. Такие меры были предприняты в Суринаме, и исчезающая популяция Dendrobates была восстановлена. Ограничения на вывоз животных введены во многих регионах обитания этих животных, однако наблюдается частный браконьерский отлов лягушек для вывоза и продажи как через зооторговую сеть экономически успешных стран, так и через отдельные — мелкие частные бизнес-представительства и фирмы. Часть диких животных продаётся под видом домашней популяции или в виде малышей, полученных от отловленной в брачный период дикой формы животного. В настоящее время, в связи с успешным содержанием и разведением пятнистых древолазов в домашних условиях и в специализированных фермерских хозяйствах, угроза исчезновения животных в природных условиях снижена.
МСОП вид определен как «вызывающий наименьшие опасения» (Least Concern (LC)) и, согласно информации из Красной книги, сохраняет стабильную популяцию. 

## Содержание в неволе
Лягушки являются повышенным объектом внимания любителей домашних питомцев при террариумном содержании из-за своего разнообразия и привлекательности. Яркая окраска, дневная активность, интереснейшее поведение при размножении заставляют забыть об их ядовитости — надо только не допускать побега лягушек и общаться с ними в резиновых перчатках. Молодые особи и новое «домашнее поколение» не столь опасны для жизни человека.
Для содержания лягушек используют террариум, обеспечивающий сохранение влажности и тепла, а также хорошую вентиляцию. Объем террариума определяется не требованиями животных, а величиной растений, которые обязательно должны в нём находиться. Желательно предусмотреть возможность регулировки потоков воздуха и вентилирования. Температура воздуха колеблется примерно от 21°С ночью до 27°С днем.
Растения для террариума могут быть как грунтовые, так и эпифитные: традесканция, селагинелла, различные бромелиевые с гладкими неколючими листьями. Эпифиты размещаются в удобном и досягаемом для лягушек положении. Скапливающаяся вода в пазухах листьев бромелий служит животным не только «ванной», но и «родильным помещением».
При размножении лягушек в террариумных условиях используют чашку Петри, которую накрывают скорлупой кокоса, а затем икру в чашке удаляют в отдельное влажное место (пластиковый сосуд) для дальнейшей искусственной инкубации. До проклёвывания икру в чашке смачивают капельками свежей отстоявшейся воды из пипетки. При вылуплении головастиков их осторожно пересаживают в небольшой водоём или плошку с водой по отдельности, где кормят различными растительными, живыми и гранулированными кормами. Головастики склонны к каннибализму. Температура воды 23-28°С.
Вылупившиеся из икринок головастики и покинувшая водоёмы молодь неядовиты.